# Darantasia pervittata
Darantasia pervittata là một loài bướm đêm thuộc phân họ Arctiinae, họ Erebidae.